# Osiedle Parkowe (Wiązowna)
Osiedle Parkowe – osiedle we wsi Wiązowna w Polsce położone w województwie mazowieckim, w powiecie otwockim, w gminie Wiązowna. Jest jednostką pomocniczą w gminie Wiązowna.
Osiedle Parkowe zamieszkuje 170 osób (2015).
Osiedle Parkowe powstało w latach 70. XX wieku z inicjatywy Instytutu Badań Jądrowych w Świerku. Na terenie osiedla znajdują się 54 domy wybudowanych na podstawie 2 projektów. Pierwsi mieszkańcy zaczęli się wprowadzać na Osiedle pod koniec lat 80. XX wieku.